# Sowjetarmee-Pokal 1954
Der Sowjetarmee-Pokal 1954 war die 14. Austragung des Pokalwettbewerbs im Fußball in Bulgarien. Pokalsieger wurde ZDNA Sofia. Das Team setzte sich im Finale gegen GUTP-DSO Udarnik Sofia durch.

## Modus
In allen Runden wurde der Sieger in einem Spiel ermittelt. Stand es nach der regulären Spielzeit von 90 Minuten unentschieden, kam es zur Verlängerung von zweimal 15 Minuten. Falls danach immer noch kein Sieger feststand, wurde das Spiel wiederholt.

## Teilnehmer
| - DSO Dinamo Sofia - DSO Dinamo Stanke Dimitrow - DSO Dinamo Wraza - DFS Lokomotive Plowdiw - DSO Lokomotive Stara Sagora - FD Lokomotive Sofia - DSO Minjor Dimitrowo - Sawod 12 Sofia - DSO Septemwri Plewen | - DSO Septemwri Tolbuchin - DNA Silistra - DNA Sliwen - DSO Spartak Plewen - DSO Spartak Plowdiw - DSO Spartak Stalin - DSO Stroitel Blagoewgrad - DSO Torpedo Dimitrowgrad - DSO Torpedo Plowdiw | - DSO Tschernweno sname Ajtos - DSO Tscherweno sname Kjustendil - DSO Udarnik Kolarowgrad - GUTP-DSO Udarnik Sofia - DSO Uroschai Pordim - DNA Weliko Tarnowo - WMS Stalin - WWS Sofia - ZDNA Sofia |

## 1. Runde
|                             | Ergebnis |                            |
| --------------------------- | -------- | -------------------------- |
| DSO Spartak Plowdiw         | 2:1      | DSO Torpedo Plowdiw        |
| DSO Torpedo Dimitrowgrad    | 3:0      | DSO Stroitel Blagoewgrad   |
| DSO Udarnik Kolarowgrad     | 1:5      | FD Lokomotive Sofia        |
| DSO Tschernweno sname Ajtos | 2:1      | DNA Weliko Tarnowo         |
| DSO Septemwri Tolbuchin     | 0:1      | DFS Lokomotive Plowdiw     |
| DNA Silistra                | 1:4      | Sawod 12 Sofia             |
| DNA Sliwen                  | 3:0      | DSO Dinamo Stanke Dimitrow |
| DSO Minjor Dimitrowo        | 5:2      | DSO Septemwri Plewen       |
| DSO Uroschai Pordim         | 0:3      | DSO Spartak Plewen         |
| DSO Dinamo Sofia            | 6:1      | DSO Spartak Stalin         |
| DSO Lokomotive Stara Sagora | 1:2      | WWS Sofia                  |

## Achtelfinale
|                                 | Ergebnis |                             |
| ------------------------------- | -------- | --------------------------- |
| DSO Tscherweno sname Kjustendil | 5:1      | DSO Tschernweno sname Ajtos |
| DSO Minjor Dimitrowo            | 2:0      | DSO Dinamo Sofia            |
| DSO Spartak Plewen              | 1:2      | DSO Spartak Plowdiw         |
| GUTP-DSO Udarnik Sofia          | 1:0      | Sawod 12 Sofia              |
| WWS Sofia                       | 0:1      | DNA Sliwen                  |
| DFS Lokomotive Plowdiw          | 7:0      | DSO Torpedo Dimitrowgrad    |
| ZDNA Sofia                      | 4:2      | WMS Stalin                  |
| FD Lokomotive Sofia             | 1 3:0 1  | DSO Dinamo Wraza            |

## Viertelfinale
|                        | Ergebnis  |                                 |
| ---------------------- | --------- | ------------------------------- |
| GUTP-DSO Udarnik Sofia | 3:0       | DSO Tscherweno sname Kjustendil |
| DSO Spartak Plowdiw    | 0:2       | ZDNA Sofia                      |
| DNA Sliwen             | 2:0       | DSO Minjor Dimitrowo            |
| DFS Lokomotive Plowdiw | 1:0 n. V. | FD Lokomotive Sofia             |

## Halbfinale
|            | Ergebnis  |                        |
| ---------- | --------- | ---------------------- |
| ZDNA Sofia | 1:0       | DFS Lokomotive Plowdiw |
| DNA Sliwen | 0:1 n. V. | GUTP-DSO Udarnik Sofia |

## Finale
| Paarung                | ZDNA Sofia – GUTP-DSO Udarnik Sofia |
| Ergebnis               | 2:1 (2:1) |
| Datum                  | 7. November 1954 |
| Stadion                | Wassil-Lewski-Stadion, Sofia |
| Zuschauer              | 30.000 |
| Schiedsrichter         | Todor Stojanow |
| Tore                   | 1:0 Dimitar Milanow (21.) 2:0 Dimitar Milanow (31.) 2:1 Miltscho Goranow (37.) |
| ZDNA Sofia             | Stefan Gerenski – Kiril Rakarow, Manol Manolow, Georgi Jenischejnow – Stefan Boschkow , Gawril Stojanow – Dimitar Milanow, Stefan Stefanow (46. Petar Mihailow), Panajot Panajotow, Iwan Kolew, Krum Janew Cheftrainer: Krum Milew    |
| GUTP-DSO Udarnik Sofia | Jordan Josifow – Panajot Welew , Toma Atanasow, Miltscho Goranow – Petar Patew, Nikola Iwanow – Jordan Mitow (46. Christo Jewtimow), Georgi Kardaschew, Dobromir Taschkow, Georgi Stoitschew, Georgi Gugalow Cheftrainer: Iwan Radoew |